# Horst-Siegfried Weigmann

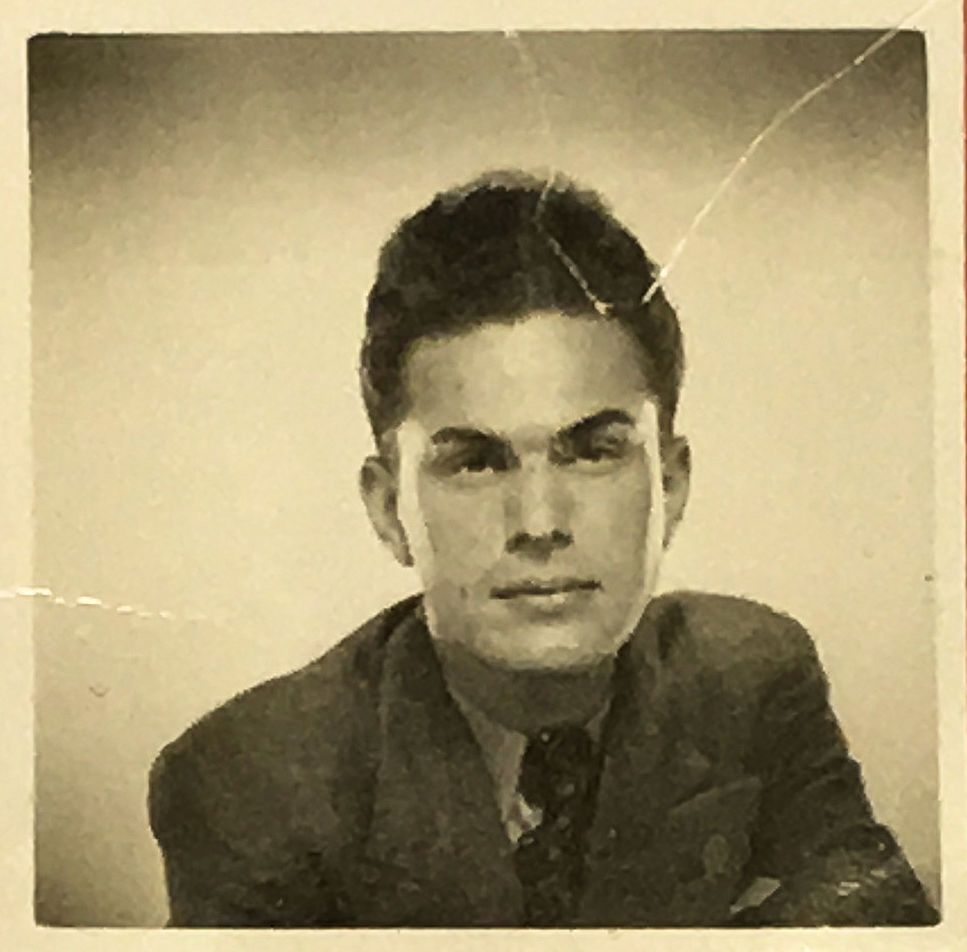
Horst-Siegfried Weigmann

Nachruf aus der Dresdner Zeitung vom 12. Januar 1944

Horst-Siegfried Weigmann (* 10. Juni 1920 in Bad Elster; † 8. Januar oder 9. Januar 1944 in Dresden) versuchte seine Mutter aus Gestapohaft zu befreien und verlor dabei sein Leben.

## Leben
Horst-Siegfried Weigmann war als Obergefreiter aus der Wehrmacht ausgeschieden und studierte in Dresden Chemie. Nach Definition der Ersten Verordnung zum Reichsbürgergesetz vom 14. November 1935  war er jüdischer Mischling ersten Grades. Er wohnte gemeinsam mit seiner Mutter Toni Weigmann, nach NS-Definition Jüdin.
Am 8. Januar 1944 verhaftete die Gestapo Toni Weigmann und brachte sie in das Polizeipräsidium in Dresden. Von dort sollte sie in ein Konzentrationslager deportiert werden. Zu dieser Zeit war der SS-Mann Henry Schmidt als Funktionär der Gestapo in Dresden für die Deportationen der Juden verantwortlich.
Horst-Siegfried Weigmann bastelte aus Blech eine Marke, ähnlich denen der Gestapo. Damit eilte er in das Polizeipräsidium und gab vor, Henry Schmidt von der Gestapo zu sein. Horst-Siegfried Weigmann verlangte die Freilassung von Toni Weigmann, um mit ihr zu fliehen.
Über den Vorgang verunsichert, rief der Pförtner beim echten Henry Schmidt an. Dieser erschien umgehend im Polizeipräsidium und enttarnte Horst-Siegfried Weigmann, der bereits mit seiner Mutter den Ausgang des Polizeipräsidiums erreicht hatte, als Lügner.
Am nächsten Morgen war Horst-Siegfried Weigmann tot.
Toni Weigmann überlebte das Konzentrationslager Theresienstadt und schrieb im Herbst 1945 ihre Erinnerungen an den Fluchtversuch auf.

## Ehrungen und Rezeption
- Gedenkveranstaltung am 9. November 2017 in Jüdische Gemeinde Dresden
- Dresdner Schüler gestalten eine Station des „Weg der Erinnerung“ am 8. November 2009 vor dem Polizeipräsidium Dresden.

## Dokumentarfilm
- Herr Schmidt von der Gestapo – Filmische Dokumentation einer Beamtenkarriere. Regie: Róza Berger-Fiedler, 107 Min., DEFA-Studio für Dokumentarfilme, 1989